# First Night
First Night est une partie de la série de comic books Angel: After the Fall, publiée depuis 2007 par IDW Publishing. Écrite par Brian Lynch (scénariste) et Joss Whedon, la série est la suite canonique de la série Angel,.
First Night a été publiée après le cinquième volume de cette série, interrompant le rythme régulier de celle-ci pour les volumes six à huit, au beau milieu d'un combat post-apocalyptique. Le but des trois tomes de First Night est de montrer la première nuit en Enfer de Los Angeles, en se focalisant sur les héros.

## Parution française

### Tome 1
La parution française a été arrêtée par ACB Comics ; le seul tome paru regroupe les titres :
1. Angel: After the Fall, Part I
2. Angel: After the Fall, Part II
3. Angel: After the Fall, Part III
4. Angel: After the Fall, Part IV
5. Angel: After the Fall, Part V
6. First Night, Part I
7. First Night, Part II
8. First Night, Part III

## Synopsis

### After the Fall

#### Prélude
Le démon poisson, prisonnier et blessé loupe toute l'action du combat et se rémémore la chute de L.A. en Enfer. Il donnait un spectacle lorsque c'est arrivé. Mais d'autres histoires peuvent être plus intéressantes, le poisson les raconte donc, toujours par télépathie, à son geôlier…

### First Night

#### Spike
Spike combattait sous la pluie, énervé que même avec le changement de camps du dragon, Wolfram & Hart ait l'avantage numérique. Il se demandait si Gunn était mort lorsque Los Angeles bascula en Enfer. Quand il comprit, il se mit à rire.
Spike est content d'avoir survécu deux fois au mal absolu. Il s'est retrouvé en haut d'un immeuble et est descendu en prenant l'ascenseur, sans savoir si c'était vraiment sur, à toute vitesse, après avoir aperçu Fred dans un cercle de flammes. Spike pense qu'Illyria et lui sont les seuls survivants et il décide de prendre soin d'elle. Mais il ne peut rien faire en Enfer…
Fred change à nouveau en Illyria et bat des démons qui les menaçaient, sous le regard incrédule de Spike et d'humains innocents. Ils demandent la protection de Spike, qui leur dit de le suivre, puis ils disent qu'Illyria n'a pas l'air d'avoir besoin d'aide. Mais selon Spike, elle en a besoin, même si elle a dans la main une tête de démon.

#### Connor
On voit Connor fuir de W&H, hésitant à suivre les ordres d'Angel. Il les suit jusqu'à ce qu'il voie le dragon. Connor pense alors qu'Angel aura besoin de son aide et retourne sur ses pas. Il saute du dos de la voiture sur laquelle il était.
Et Los Angeles bascule en Enfer. Connor atterrit dans une rue différente et se souvient d'un seul coup de toute sa vie, du jour de sa naissance jusqu'à l'Enfer, en passant par la dimension infernale dans laquelle il a grandi et son aventure avec Cordelia. Connor est déçu de sa première fois et se compare à Œdipe.
Il tombe alors sur des centaines de démons qui le repèrent alors qu'il tente de s'enfuir. Les démons reconnaissent Connor et décident de le tuer… Connor envisage les options et ce qu'auraient fait les trois pères qu'il a eus : tous morts.
Connor comprend que le sort qui le touchait (et effaçant la mémoire de tous) n'est plus. Il est secouru par une femme, blonde, avec un fusil… Kate.
Tous deux s'enfuient en voiture. Ils font connaissance et sympathisent dans leur fuite. Connor cherche à comprendre pourquoi elle ne sait pas qui est son père et est sûr que Kate le drague.
Mais ce n'est pas le cas et elle le lui dit rapidement. Elle tue une araignée géante dans un garage. Son refuge est un magasin d'antiquité, qu'elle a ouvert, avec de nombreuses armes.
Kate répète à Connor ce qu'Angel lui avait dit, sur l'impossibilité de gagner mais la nécessité de se battre. C'est pourquoi Kate retourne dans les rues pour combattre l'armée de démons. Elle demande simplement à Connor de rester en vie et disparaît, sans savoir qu'il est le fils d'Angel. Connor décide de l'écouter plutôt que l'un de ses trois pères, et prend une arme à feu pour combattre.

#### Lorne
La narration change pour Lorne, il revient rapidement sur l'année écoulée jusqu'à la mort de Lindsey. Il se retrouve alors au milieu de l'Enfer. Il a essayé de s'enfuir en taxi, mais le taxi était maléfique et l'a amené à Silver Lake, un endroit infernal où l'on trouvait l'art.
Il réussit à sauver une famille en chantant, puis plusieurs autres innocents. Grâce au sort d'une sorcière, Silver Lake est devenu un coin de paradis au milieu de l'Enfer, le mal y fut banni.
Une semaine plus tard, Lorne fut désigné comme leader de Silver Lake et ils lui offrirent une couronne. La bulle de paradis de Silver Lake était née.

#### Wesley
Wesley est mort peu de temps avant la chute de Los Angeles en Enfer. On le retrouve face à face avec Fred, contents d'avoir réussi à sauver le monde. Ils ont gagné le droit d'être ensemble, de faire ce qu'ils veulent. Ils peuvent encore combattre des monstres de temps en temps, en étant sûr de s'en sortir et de revenir chez eux. Wesley dit que c'est le paradis et que ce serait merveilleux si ce n'était pas un mensonge.
Fred n'est pas Fred, mais une illusion des associés principaux. Ils expliquent à Wesley qu'il a signé un contrat, qu'il n'en a pas fini et qu'il aurait mieux fait d'accepter le mensonge, au moins pour un temps.
"Fred" renvoie Wesley à Los Angeles avec un message pour Angel : c'est de sa faute et il a intérêt à rester dans son bureau pour que les associés gardent un œil sur lui. Wesley ne comprend pas tout de suite ce qui est "de sa faute". "Fred" lui dit que le paradis était peut-être trop cliché pour Wesley, mais que l'enfer n'était pas un stéréotype.
Wesley promet à "Fred" qu'Angel trouvera un moyen de les détruire et qu'il retrouvera cette fausse Fred pour lui briser la nuque. Elle lui dit que ça va être dur et il comprend qu'il est intangible.
"Fred" parle alors aux associés principaux qui lui révèlent que Wesley est la clé, la raison pour laquelle ils vont gagner.

#### Gwen
Los Angeles n'est pas encore en Enfer.
À Santa Monica, Gwen fait un pique-nique avec Nate, un petit ami dont elle profite et qu'elle touche beaucoup, selon lui. Elle s'enfuit subitement, sans raison apparente. Elle lui dit qu'elle le recontactera et se prépare à s'en aller lorsqu'une explosion se produit dans le ciel.
Ils se retrouvent tous deux en Enfer et cherchent à comprendre. Nate veut agir, mais Gwen lui dit qu'elle connaît des personnes qui géreront la situation mieux que lui. Elle tente de le retenir mais lorsqu'elle le touche, elle l'électrocute et le tue sur le champ. Elle se retrouve en état de choc et en colère. Elle se défoule en envoyant de l'électricité partout.
Puis elle s'agenouille près de Nate et le pleure, essayant de l'électrocuter pour le réveiller comme Gunn. Mais le corps de Nate est cramé, elle ne peut rien faire. Elle l'embrasse une dernière fois.
Elle s'en va, pour trouver les "types" qui savent gérer ce genre de situation, espérant qu'elle pourra de nouveau toucher quelqu'un un jour.

#### Les habitants
Un jeune homme clame que la fin du monde est proche dans les rues de Los Angeles, devant un cinéma. La guichetière lui demande d'arrêter car il fait fuir les clients.
Ils se disputent car elle pense que la fin du monde n'est pas proche. Au même moment, la ville bascule en Enfer. Il proclame alors sa joie, il avait raison malgré les regards bizarres. Effrayée, elle s'enfuit en courant alors qu'il lui demande d'aller célébrer ça. Il l'attend là pendant deux semaines.

#### Gunn
Deux semaines après la chute de Los Angeles en enfer, il se réveille dans un lit et croit voir Angel. Gunn est blessé et a des bandages partout, il a perdu un œil. L'homme qu'il a pris pour Angel lui dit de se calmer. Pour Gunn, il sent comme un vampire mais a un pieu, il est étrange. L'homme lui demande son dernier souvenir. Gunn se rappelle la ruelle…
Flash-back au moment précis de la fin de la série : Spike, Gunn, Angel et Illyria se préparant à l'Ultime Combat. Un démon s'attaque à Gunn, qui perd son œil. Angel lui dit que tout ira bien, mais Gunn le contredit. Pendant ce temps, Spike et Illyria continuent de battre les démons.
Angel lui demande d'attendre un peu et retourne combattre, Gunn dit à l'étrange homme que c'était un ogre. Dans la ruelle, Gunn demande à Angel d'attendre mais il ne l'entend pas car il a un plan : le vampire avec une âme libère le dragon de l'envoûtement de Wolfram & Hart, ce qui fait que le dragon redevient bon.
Le vampire dans la chambre où est Gunn lui demande si une fois le dragon libéré, Angel est revenu. Gunn réalise que non.
Et comme personne ne s'occupait plus de Gunn, le vampire a engendré Gunn avant qu'il ne meure, pour le sauver. Car personne d'autre n'allait le sauver. Dans la chambre, Gunn attrape le vampire à la gorge. Les hommes de main du vampire veulent l'en empêcher, mais il dit que ce n'est pas grave, que la réaction de Gunn était prévue. Le vampire dit que Gunn était trop important pour mourir c'est pourquoi il fallait le changer en vampire.
Gunn s'énerve, il ne veut pas qu'on dise qu'il est un vampire. Aussitôt, son visage change. Il s'énerve après le vampire, il veut savoir qui a décidé qu'il était important. Le vampire avec un pieu lui jure que ce n'est pas W&H.
Gunn lui donne un tel coup qu'il saigne à la gorge et ne peut plus parler. Gunn refuse d'être un vampire, pense à la mise à jour effectuée par Wolfram & Hart pour expliquer qu'il n'est pas l'un d'eux. Il se tourne vers les hommes de main et leur demande s'il y a quelque chose d'autre à savoir. Ils ouvrent les rideau de la chambre et Gunn voit Los Angeles en enfer.
Gunn s'empare alors du pieu de l'autre vampire et le tue. Gunn se tourne vers les autres vampires, pieu en main et dit qu'il avait déjà compris être en enfer avant que les rideaux ne soient ouverts. Et il veut en sortir.

## Retour à After the Fall

### Conclusion des trois volumes
Le geôlier, vampire, s'énerve après le démon télépathe. Ce dernier essaye de s'échapper mais il est rattrapé par son geôlier. Le démon est impressionné mais ne comprend pas pourquoi dans la tête du vampire il ne raisonne qu'un seul mot : Tueuse.
Le démon-poisson cherche à en savoir plus, mais le vampire refuse de parler. Il révèle néanmoins que Gunn a besoin du démon-poisson télépathe, qui semble d'ailleurs effrayé par Gunn.

## Anecdotes
Les auteurs de la série After the Fall ont décidé de l'interrompre sur un cliff-hanger notable, marquant le retour de Fred. Dans la dernière bulle du volume 5, ils ont ainsi écrit : "A suivre après First Night (et oui, nous savons à quel point nous sommes cruels)". Néanmoins, cette partie de la série était très attendue des fans puisqu'elle apporte des réponses aux vide scénaristique créé entre le dernier épisode de la série télévisée et le premier des comics books.
Par ailleurs, Angel n'apparaît pas dans ces volumes, puisque son arrivée en Enfer a déjà été révélée dans le volume 4. Cela n'aurait pas pu être possible dans la série télévisée.
Le personnage de Nina n'apparaît pas non plus dans ces épisodes, on ne sait donc pas comment elle a rejoint Connor. En revanche, un personnage de la série télévisée Angel marque son retour dans le tome 7, Kate Lockley, qui n'était pas apparue dans Angel depuis l'épisode 16 de la seconde saison, Retour à l'ordre.
Enfin, bien que constituant une pause dans la narration, les auteurs ont assuré que ces épisodes auraient une conséquence dans la série régulière.